# Bernardus Joannes Maria Zonneveld
Bernardus Joannes Maria Zonneveld ( 1940) es un botánico neerlandés, de gran reconocimiento por su actividad en la sistemática de las crasuláceas.

## Algunas publicaciones

### Libros
- 1974. Biochemische aspecten van de ontwikkeling van de vruchtlichamen bij Aspergillus nidulans (Aspectos bioquímicos de la elaboración de cuerpos fructíferos de Aspergillus nidulans). 50 pp.

- La abreviatura «Zonn.» se emplea para indicar a Bernardus Joannes Maria Zonneveld como autoridad en la descripción y clasificación científica de los vegetales.[2]

## Enlacese externos
- Wikispecies tiene un artículo sobre Bernardus Joannes Maria Zonneveld.

- Datos: Q5726998
- Especies: Bernardus Joannes Maria Zonneveld